# Santuario de Nuestra Señora de Nazaré
El santuario de Nuestra Señora de Nazaré o iglesia de Nuestra Señora de Nazaré es un templo mariano situado en el Sitio de Nazaré, en Portugal. En su interior se guarda la imagen sagrada de Nuestra Señora de Nazaré, Virgen negra esculpida en madera que fue llevada desde el monasterio de Cauliana de Mérida (España) al Sitio en el año 711.

## Leyenda
Según la leyenda de Nazaré, el alcalde del castillo de  Porto de Mós, Dom Fuas Roupinho, tal vez un templario, perseguía a caballo a un ciervo por la cima de un acantilado en una brumosa mañana de septiembre de 1182 (se dijo que era el diablo, disfrazado de ciervo). Cuando el ciervo saltó por el borde del precipicio hacia el vacío, su fogoso caballo estaba a punto de seguirlo.  Estaba al lado de una gruta donde se veneraba una pequeña imagen de Nuestra Señora con el Niño. Rogó entonces, en voz alta: Señora, Valei-me!, lo que hizo que el caballo se apartara mediante un esfuerzo sobrenatural, salvando la vida del caballero. D. Fuas desmontó y descendió a la cueva para rezar y agradecer el milagro. Posteriormente, se construyó una capilla, A Ermida da Memoria, sobre el oratorio rupestre en el que se encontraba la imagen de la Virgen negra, un pequeño edificio de planta cuadrada y bóveda piramidal. Aquí se veneró la imagen de Nuestra Señora de Nazaré desde 1182 hasta 1377.

## Historia
La iglesia fue fundada en el siglo XIV con motivo de la llegada del rey Fernando I en peregrinación a Nuestra Señora de Nazaré. El Rey no sólo ordenó hacer obras en la Ermida da Memoria, sino que en 1377 también decidió construir un nuevo y mejorado lugar de culto, ya que la ermita no tenía capacidad para acoger al cada vez mayor número de devotos de la Señora.
A principios del siglo XVII se hicieron algunas reformas en el templo, ya que Juan I ordenó construir algunos pórticos de madera. Juan II remodeló la planta del templo ampliándolo y construyendo una nueva capilla mayor. El rey Manuel I sustituyó los pórticos de madera por unos que se mantienen hasta la actualidad. La iglesia sufrió varias reformulaciones, especialmente en la capilla mayor. En el reinado de Felipe II se reformó el pórtico y se construyó una nueva escalera. A petición de la Junta Administrativa, el rey Afonso VI ordenó hacer nuevas reformas en el Santuario. Se realizaron cambios en la estructura, ampliándose el arco de la capilla mayor y añadiendo un nuevo crucero. Las obras se terminaron en 1691 y se colocó una cruz latina, similar a la actual, en la iglesia. En 1717 se renovó la fachada del templo y se construyó un nuevo acceso al campanario, que ahora tiene dos torres. Cuando se construyó el crucero, el rector Padre António Caria encargó a una empresa holandesa la colocación de paneles de azulejos para la decoración de este nuevo espacio. Antes de que finalizara el año 1708, el padre Caria recibió los dibujos y planos de los azulejos para su aprobación por la Junta Administrativa de la Casa Real. En octubre de 1709 llegaron al Sitio las 6.568 piezas del ceramista holandés Williem Van der Klöet, con episodios bíblicos de José y David y dos escenas de la historia de Jonás.

## Descripción
El santuario, de fachada barroca, se levanta al fondo de una espaciosa explanada, en un plano elevado. El acceso se realiza por medio de una escalinata semicircular, a través de un pórtico bajo dos campanarios cuadrados.
El ábside, profusamente decorado con tonos dorados, muestra la pequeña estatua de Nuestra Señora de Nazaré en un nicho iluminado sobre el altar mayor, flanqueado por columnas retorcidas. Sobre el cruce de la nave única con el crucero hay una cúpula y una linterna. Todo ello está abovedado por un artesonado dorado.
La nave única, en forma de cruz latina, de 42 m de largo y 10 m de ancho, iluminada por ocho ventanas, está cubierta con un techo de madera pintada. En la entrada de la nave, a la izquierda, hay una pintura sobre lienzo que ilustra la leyenda de la aparición de Nuestra Señora de Nazaret a D. Fuas Roupinho. El altar mayor es de retablo dorado con columnas marmóreas y salomónicas de finales del siglo XVII. Hay una pequeña ventana en el trono que ilustra la imagen de la Virgen de la Natividad con el Niño en su regazo. Las figuras están coronadas por diademas del siglo XVIII, regaladas a la iglesia por Juan VI. La sagrada imagen está envuelta con un manto verde decorado con oro regalado a la Virgen por Juan V. Las figuras están coronadas por diademas del siglo XVIII, donadas a la iglesia por Juan VI. La sagrada imagen está envuelta con un manto verde decorado con oro regalado por el rey Juan V a la Virgen.
La capilla principal, cubierta por una vóbeda redonda de piedra, está separada del cuerpo de la iglesia por una balaustrada de palo santo y unos pilares decorados con mosaicos de mármol italiano del siglo XIX. Los pasillos de la sacristía fueron cubiertos con azulejos azules y blancos por el maestro portugués António de Oliveira Bernardes en 1714. Uno de los paneles ilustra la "Asunción de la Virgen", con símbolos de la iconografía mariana. Los demás azulejos de los pasillos de la Sacristía fueron decorados por el maestro Manuel Borges.
El edificio posee en la legislación portuguesa la categoría de protección "IIP - Imóvel de Interesse Público", según Decreto nº 95/78, DR, 1.ª serie, n.º 210 de 12 de septiembre de 1978.

## Festividad religiosa
El 8 de septiembre de cada año, la celebración de una romería congrega a turistas y peregrinos en las procesiones, corridas de toros y bailes folclóricos.

## Galería

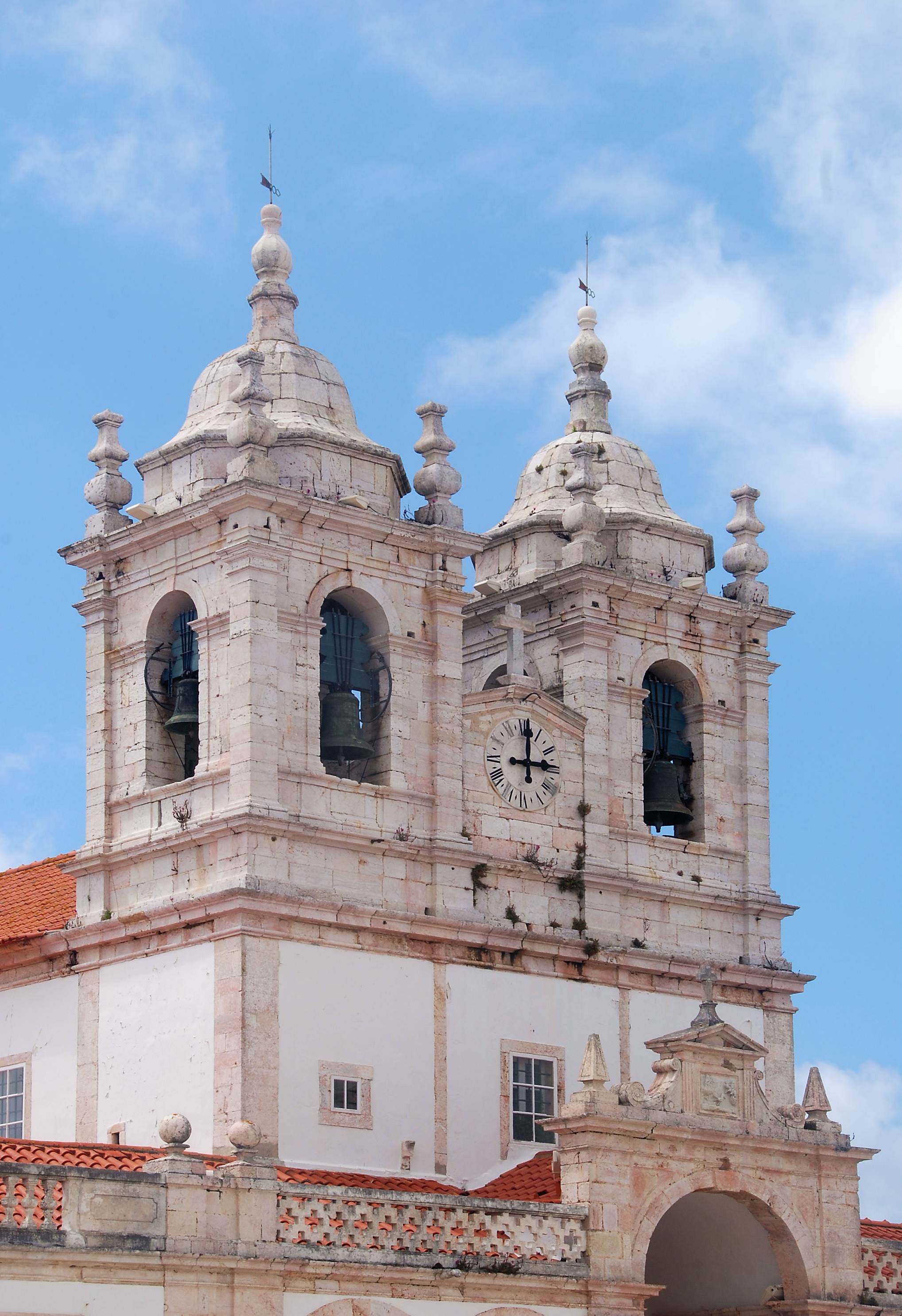
Detalle de las dos torres.
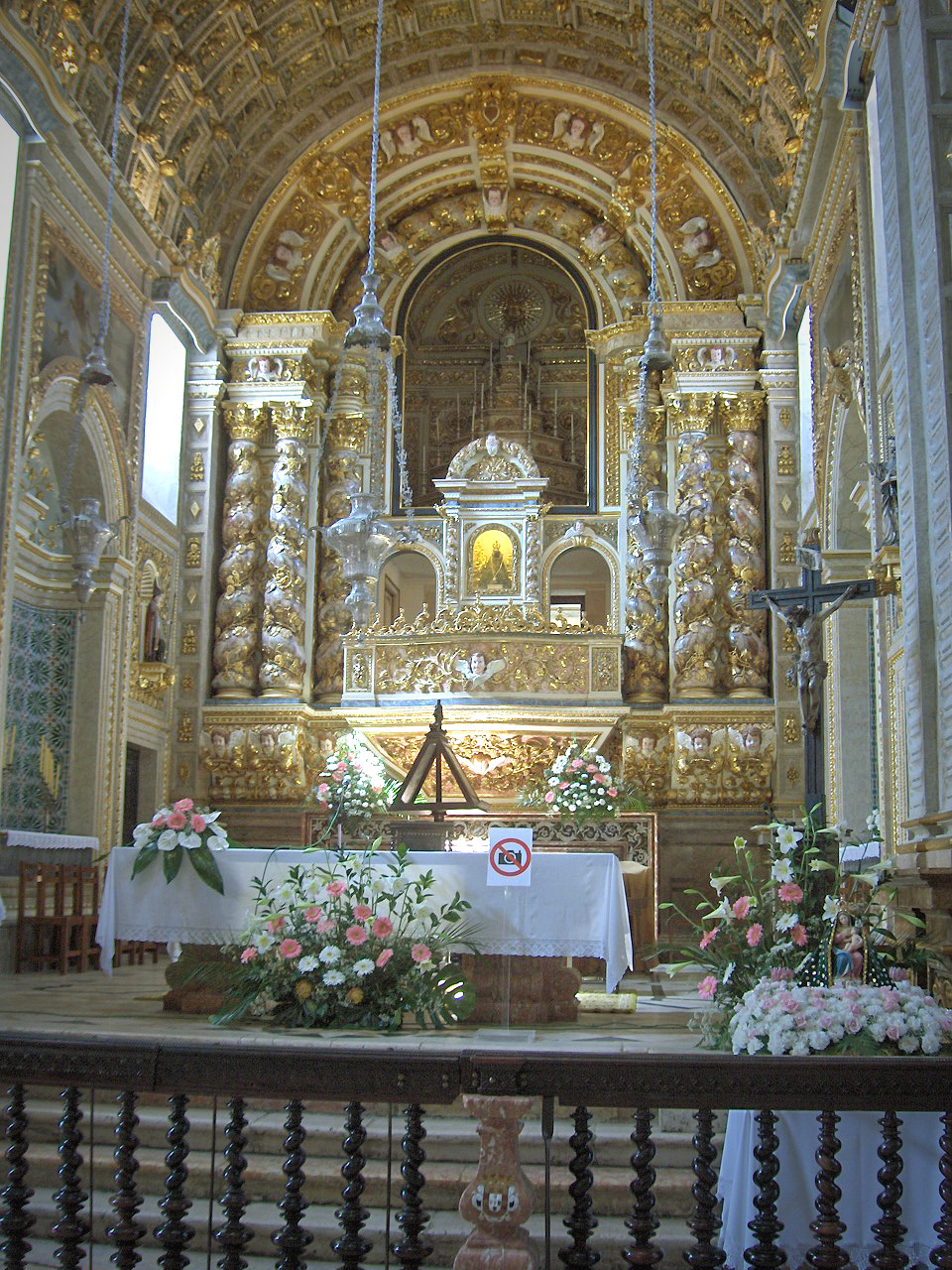
Ábside de la iglesia.
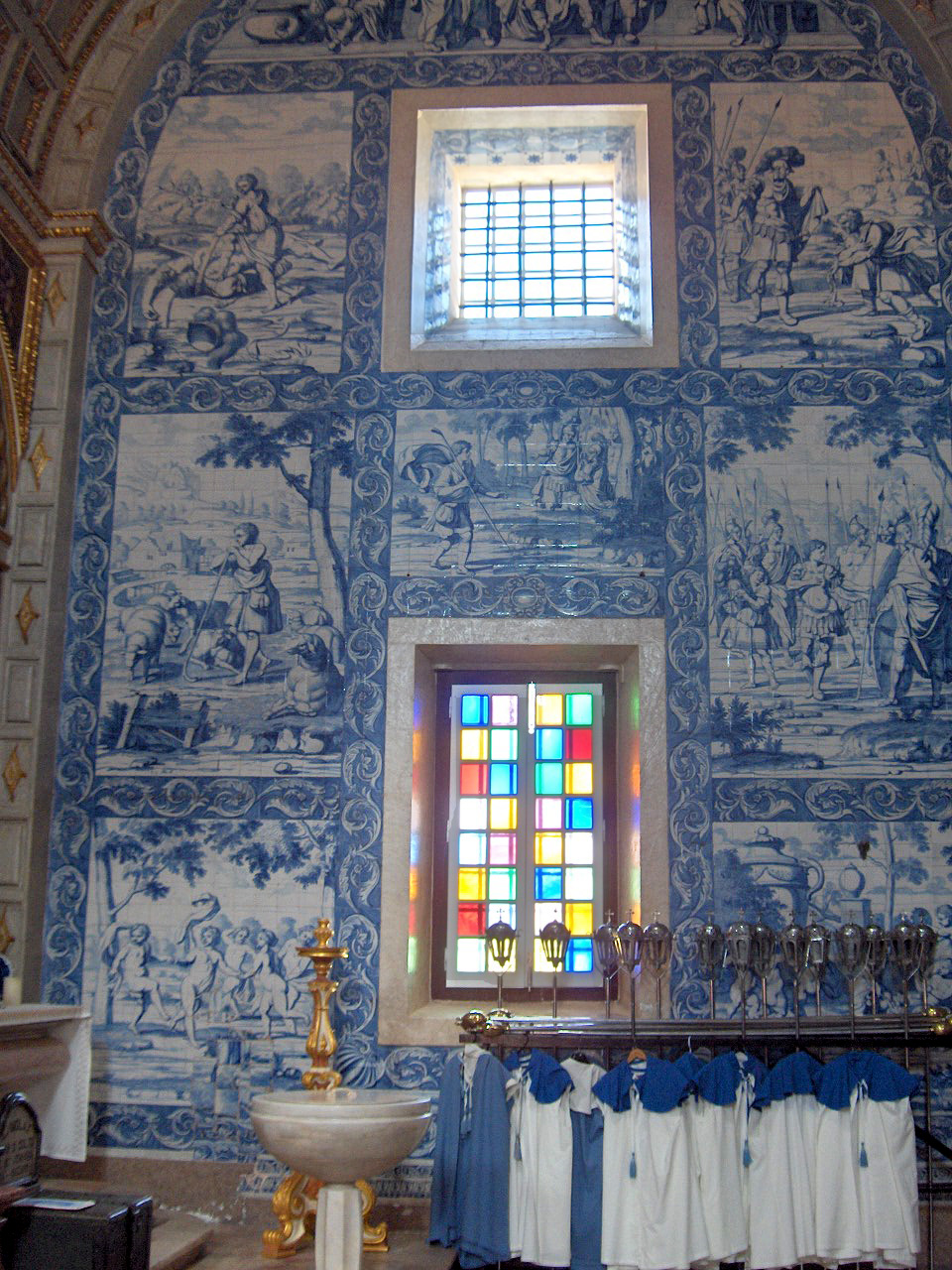
Azulejos de Willem van der Kloet en el crucero.